# سرايا أنصار السنة
سرايا أنصار السنة هي منظمة مسلحة معادية للشيعة ومعادية للعلويين في سوريا، يتبعون فكر تكفيري. في يوم 22 يونيو 2025 تبنت تفجير كنيسة مار إلياس في دمشق وكانت سرايا انصار السنة عبر منشور لها على صفحتها على تيليجرام.

## تاريخ
تم إنشاء المجموعة في 1 فبراير 2025 في سوريا من قبل أبو عائشة الشامي الذي غادر هيئة تحرير الشام بعد أن أدرك أنها متساهلة تجاه الشيعة والعلويين. في نفس اليوم، ادعت المسؤولية عن هجوم قتل 12 من العلويين في أرزة الضبعة وهاجم مقاتلوها تلذهب وقتلوا خمسة من أعضاء الأمن التابعين للحكومة البعثية السابقة. كما أنّهم أعلنوا مسؤولية قتل 10 قرويين شيعة في حماة.
قالت المجموعة إن الدافع الوحيد لها هو مواصلة الهجمات حتى تتم "الإزالة" الكاملة للشيعة والعلويين من سوريا أو نزوحهم إلى بلدان أخرى. المجموعة غير مركزية وبدون مقر رسمي. تعارض المجموعة جهود الحكومة الانتقالية لإعفاء أعضاء سابقين في الحكومة البعثية.
في 5 مارس 2025، ادعت سارايا أنصار السنة أنها أطلقت حرائق في الغابات في القرداحة، وحذرت من أنها ستستهدف العلويين بسبب الجرائم التي ارتكبتها الحكومة البعثية. ووفقا لمعهد دراسة الحرب "ليس من الواضح ما إذا كانت المجموعة تقوم بهذه الهجمات نفسها أو إذا كانت تدعي حوادث أمنية بشكل خاطئ".